# Manar Fraij
Manar Mustafa Ahmad Fraij (Amán, 29 de abril de 1988) es una exfutbolista y entrenadora jordana que jugaba como delantera. Actualmente es la segunda entrenadora de la selección nacional femenina de Jordania y entrenadora del club saudí Al-Ahli. Ha jugado como delantera internacional con Jordania.

## Trayectoria como entrenadora
En febrero de 2022, Fraij fue nombrada entrenadora ayudante de David Nascimento, de la selección nacional femenina de Jordania. 

## Palmarés

### Como entrenadora

#### Campeonatos nacionales
| Título                    | Club            | País         | Año     |
| ------------------------- | --------------- | ------------ | ------- |
| Jordan Women's Pro League | Shabab Al-Ordon | Jordania     | 2019    |
| Women's Jordan Cup        | Shabab Al-Ordon | Jordania     | 2019    |
| Campeonato WAFF           | Shabab Al-Ordon | Jordania     | 2019    |
| SAFF Women's Cup          | Al-Ahli         | Arabia Saudí | 2023-24 |